# أبي المحاسن يوسف الفاسي
أبي المحاسن يوسف الفاسي هو أبي المحاسن يوسف بن محمد يوسف الفاسي (ولد في 10 نوفمبر 1530 الموافق 19 ربيع الأول 937 هجرية في قصر الكبير - توفي 14 أغسطس 1604 في فاس) كان شيخا صوفيا ومعلما ومؤسس الزاوية الفاسية. يعد أحد أبرز العلامة الصوفية في المغرب ومؤسسها في فاس.

## المولد والتعليم
ولد أبي المحاسن يوسف الفاسي في مدينة القصر الكبير المغربية، لأسرة أندلسية عريقة هاجرت من الأندلس إلى المغرب، فنشأ في بيت علم ودين لآل الفاسي، حيث تلقى الكتابة وحفظ القران الكريم فأحكم قراءته وضبطه ورسمه على يد الفقيه الصالح أبي الحسن علي العربي في مسجده في القصر الكبير. جود القران الكريم على الشيخ أبي زيد عبد الرحمن بن محمد الخباز القصري، فقرأ عليه رسالة الشيخ أبي محمد بن أبي زيد، وألفية ابن مالك ولاميته والصغرى للشيخ أبي عبد الله السنوسي وغيرهم من المؤلفات الفقهية.